# Ши Юсань
Ши Юсан (кит. 石友三; пиньинь: Shí Yǒusān) (12 декабря 1891 — 12 декабря 1940) — китайский генерал Национально-революционной армии, занимавший в республиканскую эпоху Китая посты 9-го губернатора провинции Чахар и 3-го губернатора провинции Аньхой.
Ши также известен тем, что последовательно присоединялся, а затем предавал силы У Пейфу, Фэн Юйсяна, Чан Кайши, Ван Цзинвэя, Чжан Сюэляна, Коммунистической партии Китая и Японии.
Возглавляя 39-ю группу армий Национально-революционной армии, он планировал перейти на сторону японцев, но не успел этого сделать, так как был похищен и похоронен заживо своим названым братом и подчиненным Гао Шусюнем, который впоследствии получил командование над подразделениями Ши.
За свои многочисленные предательства и дезертирства он известен как «генерал-перебежчик» (кит. 倒戈將軍; пиньинь: Dǎogē Jiāngjūn) или как Ши Санфан (кит. 石三翻; пиньинь: Shí sānfān, «Ши [который] превращается три раза»).

## Ранняя жизнь
Ши родился в 1891 году в Чанчуне, Цинской империи, в обедневшей семье местного жителя. В юности Ши работал подмастерьем в зерновом магазине Бицзя в Чанчуне. Там Ши подружился с членом богатой семьи Би и благодаря этой дружбе смог посещать государственную начальную школу Дунгуане. В 1908 году он бросил учебу, чтобы вступить в армию, став военнослужащим под командованием Цао Куня в Новой армии, в части дислоцированной в Чанчуне.

## Карьера

### Эпоха военачальников
В 1912 году Ши перешел на сторону Фэн Юйсяна и постепенно поднимался по служебной лестнице.
В октябре 1924 года Фэн устроил Пекинский переворот и впоследствии основал Гоминьцзюнь. Ши стал одним из «тринадцати хранителей (защитников)» (кит. 十る太保), считавшихся наиболее важными командирами Гоминьцзюня, а впоследствии — командиром 8-й смешанной бригады 1-й армии. В 1925 году он был повышен до командира 6-й дивизии.
В 1926 году во время Анти-Фэнтяньской войны войска Ши были размещены в Нанькоу (ныне Чанпин, Пекин). Янь Сишань атаковал тыл Гоминьцзюнь со стороны Шаньси, из-за чего Ши вместе с войсками Хань Фуцзюя были отправлены сражаться против армии Яна. Из-за недостаточности своих сил они были вынуждены оставить Нанькоу в августе того же года, впоследствии основные силы Фэна отступили из Пекина. Брошенные основными силами, Ши и Хань решили сдаться Яню.
В июле того же года Чан Кайши начал Северный поход. В сентябре Фэн присягнул на верность Чану и Гоминьдану. Ши вернулся в войска Фэна и был назначен главнокомандующим 5-й дивизией армии Гоминьцзюнь в Шэньси. В июне следующего года Гоминьцзюнь был реорганизован во 2-ю группу армий Национально-революционной армии, и Ши стал заместителем главнокомандующего 1-й армией фронта и командующим 5-й армией. Впоследствии Ши разгромил силы Сунь Чуаньфана, лояльного Бэйянскому правительству, в Шаньдуне. Во время второго этапа Северного похода районы, контролируемые Национально-революционной армией в провинции Хэнань, были атакованы и захвачены силами Фань Чжунсю. Фэн приказал войскам Ши двигаться на юг из Шаньдуна, чтобы вступить в бой с войсками Фаня вместе с войсками Сун Чжэюаня.
В 1928 году войска Ши подожгли монастырь Шаолинь, и жгли его более 40 дней, убив более 200 монахов и уничтожив 90 процентов зданий, включая множество рукописей храмовой библиотеки.
К концу 1928 года Северный поход был объявлен завершенным, и после демобилизации Ши был назначен командиром 24-й дивизии Национально-революционной армии и дислоцировался в Наньяне.

### Нанкинское десятилетие

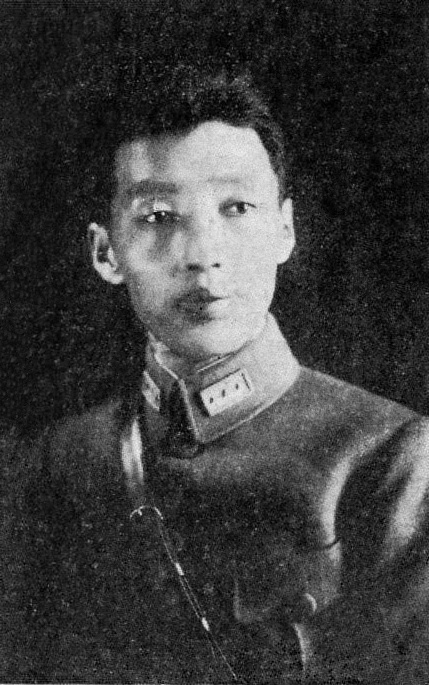
Ши Юсань в униформе

Во время Войны центральных равнин Ши продолжал служить под началом Фэна до конца мая 1930 года, когда секретарь Ши Лю Идань прибыл в Ухань с письмом для Хэ Инциня, в котором он согласился встать на сторону правительства Гоминьдана вместе с Хань Фуцзю и всеми солдатами под их командованием, что составляло треть всех сил Фэна. Ши был воодушевлен обещанием щедрых уступок генералам под командованием Фэна, желающим дезертировать. Именно эта существенная потеря во многом способствовала тому, что Фэн объявил о своей «отставке» и бежал вслед за Янь Сишанем в Тайюань.
В 1932 году Ши подозревался в участии в убийстве военачальника Чжан Цзунчана, который был его личным другом, в сотрудничестве со его бывшими союзниками Фэн Юйсяном и Хань Фуцзю, которые к тому времени стали военными губернаторами Шаньдуна. За день до убийства Чжана, 2 сентября 1932 года, Ши устроил банкет от имени Ханя в честь Чжана, чтобы обсудить возможную военную операцию по борьбе с японцами, которые вторглись в Маньчжурию годом ранее. Ши проявил большой интерес к револьверу, который Чжан носил с собой, и получил этот пистолет в подарок к концу торжества. Позже утверждалось, что это событие было уловкой, чтобы напоить Чжана и обезоружить его, прежде чем он покинет провинцию и отправится в Пекин через железнодорожную станцию Цзинань, где Чжан будет застрелен Чжэн Цзичэном, мстительным приемным сыном Чжэн Цзиньшэна, бывший генералом под началом Фэна и одним из его зятьев, который был убит Чжаном в эру милитаристов.

### Вторая китайско-японская война
На ранних этапах Японо-китайской войны 1937—1945 годов, в середине 1937 года, Ши пообещал помочь Гоминьдану в сопротивлении вторжению Императорских вооруженных сил Японии, но втайне планировал свергнуть Чана с его руководящего поста, как в сотрудничестве с несколькими другими бывшими военачальниками, так и отдельно от них.
Во время сражения при Ухане Ши ненадолго удерживал Цзинань с гарнизоном в 1000 солдат.
Начиная с 1938 года, будучи командиром 69-го корпуса Национально-революционной армии, Ши вступил в сговор с Коммунистической партией Китая в Хэбэе, после того как передал им важную информацию, позволившую захватить лидера партизан Цинь Цирона, который был верным другом Ши. В итоге он обманул коммунистов, когда устроил мятеж в июле 1939 года и бежал в Шаньси, где 30 января 1940 года его выследила Народно-освободительная армия Китая (НОАК). Не Жунчжэнь готовился атаковать расположение Ши, однако прежде чем были предприняты какие-либо действия, Ши со своими войсками бежал на юг вместе с войсками Сунь Лянчэна, понеся значительные потери, прежде чем ему удалось переправиться через реку Вэйхэ в уезд Цинфэн провинции Хэнань. Войска НОАК обнаружили Ши 4 марта и в тот же день атаковали его расположение, объединив для этой цели 17 полков, что привело к тяжелым потерям для Ши, которому снова удалось сбежать и направиться в Шаньдун, где он встретился с гоминьдановским генералом Дин Шубэнем в деревне Сяоханьцзи близ Хуанцзя. Он планировал нанести ответный удар на север с подразделениями под командованием Дина, но в итоге эти отряды были почти полностью уничтожены атаками НОАК, которая узнала об этом. Ши скрывался в Динтао и два месяца избегал обнаружения НОАК. В конце концов, в июне он был найден и изгнан коммунистическими войсками из Шаньдуна через реку Хуанхэ.

## Смерть
В декабре 1940 года, возглавляя 39-ю группу армий Национально-революционной армии, Ши планировал перейти на сторону японцев, но прежде чем он смог это сделать, он был похищен по приказу Чана его названым братом и подчиненным Гао Шусюнем. Ранее Ши посвятил Гао в свои планы и пытался убедить его присоединиться к нему. Предложение вызвало у Гао отвращение и он отказался, сказав, что он предпочел бы быть «голодным духом» (èguǐ), чем предателем. Хотя сначала он молчал о предательстве Ши, после того, как Гао заподозрил, что нападение японцев на штаб Гоминьдана в Динтао, приведшее летом ко многочисленным смертям, стало возможным благодаря сотрудничеству Ши с врагом, он донес на Ши и получил приказ от Чан Кайши казнить Ши за государственную измену. Несколько дней Ши находился под пристальным наблюдением, пока вечером 12 декабря люди Гао не задержали его во время встречи между ним, Гао и Сунь Лянчэном. В ответ на недоумение Ши, Гао сказал ему: «кит. 不是我，是天堂。不是天堂，是人间。不是人间，是蒋!» («Это не я, это небеса. Это не небеса, это земля. Это не земля, это Чан!»), чтобы раскрыть, что он проинформировал свое начальство и что казнь была приказом Чан Кайши. Солдаты Гао отвезли Ши на берег Хуанхэ недалеко от Пуяна, вырыли для него могилу и приступили к погребению его заживо. Первоначально Ши яростно протестовал и ругал Гао за то, что тот оказался неверным другом, а потом начал умолять сохранить ему жизнь. Погребение заняло 30 минут, и затем Гао принял командование над войсками Ши. Иногда сообщается, что дата смерти Ши совпала с его 49-м днём рождения.

### Комментарии
1. ↑  Точная формулировка варьируется. В некоторых отчетах и документальных материалах утверждается, что это было сказано перед тем, как Ши был сброшен Гао в открытую могилу.
2. ↑  В новостях того времени высказывались предположения, что это было сделано из-за печально известной тактики самого Ши — закапывать пленников живьем на берегах Хуанхэ. За это он получил различные прозвища с тематикой смерти, наиболее распространенным из которых было «кит. 阴间». В англоязычных СМИ прозвище часто переводили как «Аид», хотя альтернативным и более буквальным переводом было бы «Нижнее царство», то есть Ад.